# Rafael Rodríguez Méndez
Rafael Rodríguez Méndez (Granada, 1845 - Barcelona, 1919) fou un metge i polític andalús establert a Catalunya.

## Biografia
Rafael Rodríguez Méndez es doctorà en medicina a la Universitat de Granada el 1870 i el 1874 va obtenir la càtedra d'higiene a la Universitat de Barcelona, en què assolirà un gran prestigi. Va publicar diversos tractats sobre higiene, infeccions, educació higiènica i també sobre la responsabilitat dels governs en la salut física i la mental. Aprofità el seu càrrec per a fundar i dirigir la Gaceta Médica Catalana, que dirigirà fins a la seva mort i on publicaria el 1880 una «Estadística sanitaria. Estadística demográfico sanitaria de Catalunya».
Fou rector de la Universitat de Barcelona de 1902 a 1905. Impulsor de l'extensió de la Universitat de Barcelona, va dirigir la publicació La cultura popular. Órgano de las Juntas de extensión universitaria y su distrito, editada l'any 1908. També fou director del manicomi de Sant Boi de Llobregat, on destacà per l'ús de la música i el cant com a teràpia en els casos aguts. Relacionat també amb l'Ateneo Obrero de Badalona col·labora en les seves activitats, per exemple una campanya gratuïta de vacunació.
Políticament, era vinculat al Partit Republicà Radical i fou elegit diputat per la província de Barcelona a les eleccions generals espanyoles de 1905. S'oposà radicalment a la catalanització de la universitat i no va permetre que el Primer Congrés Universitari Català el 1903 se celebrés al Paranimf de la Universitat. És autor d'alguns tractats mèdics. El seu fill Àngel Rodríguez Ruiz, fou el fundador i primer president del club de futbol Reial Club Deportiu Espanyol.

## Publicacions
- Calleja y Borja-Tarrius, Carlos. Discurso leído en la Real Academia de Medicina y Cirugía de Barcelona por el Dr. D. Carlos Calleja y Borja-Tarrius en el acto de su recepción, el día 6 de julio de 1899 [y] discurso de contestación del Dr. D. Rafael Rodríguez Méndez. Barcelona : Tip. La Académica, 1899. Disponible a: Catàleg de les biblioteques de la UB
- Rodríguez Méndez, Rafael.  Discurso ante el comité de damas del primer congreso español internacional de la tuberculosis . [Barcelona] : Tip. La Académica, [1910]. Disponible a: Catàleg de les biblioteques de la UB
- Coll i Bofill, Joan. Algunos comentarios acerca de diversas manipulaciones a que son sometidas las leches más empleadas en la lactancia artificial de los niños : discurso leído en la Real Academia de Medicina y Cirugía de Barcelona el día 14 de mayo de 1916, en el acto de recepción del académico electo Dr. D. Juan Coll y Bofill : discurso de contestación del Dr. D. Rafael Rodríguez Méndez, académico numerario. Barcelona : Tip. La Académica de Serra Hermanos y Russell, [1916?]. Disponible a: Catàleg de les biblioteques de la UB
- Rodríguez Méndez, Rafael. El Manicomio: notas clínicas. Dintre de Revista médica de Sevilla 1884, v.4. nº 8. p.1-15. Disponible a: Dipòsit digital de la UB
- Rodríguez Méndez, Rafael. Aguas de Vilajuiga : clasificación, aguas bicarbonatadas sódico-líticas variedad clorurado sódicas / estudio terapéutico por el Dr. R. Rodríguez Méndez ; análisis químico por el Dr. B. Oliver Rodés ; análisis bacteriológico por el Dr. P. Ferrer Piera. Barcelona : Impr. de Antonio Virgili, 1903. Disponible a: Catàleg de les biblioteques de la UB
- Rodríguez Méndez, Rafael. Apuntes de higiene tomados de las esplicaciones dadas en cátedra por el catedrático de la misma. Barcelona : J. Torrellas, litógrafo, 1909. Disponible a: Catàleg de les biblioteques de la UB
- Rodríguez Méndez, Rafael. Apuntes de medicamentos . [S.l. : s.n., 190-?] (Barcelona : Tip. La Académica). Disponible a: Catàleg de les biblioteques de la UB
- Rodríguez Méndez, Rafael. Concepto de la infección y de la desinfección. Barcelona : Impr. de Federico Sánchez, 1888. Disponible a:Catàleg de les biblioteques de la UB
- Rodríguez Méndez, Rafael.  La conferencia de Dresde . Sevilla : Establ. Tip. de Díaz y Carballo, 1893. Disponible a: Catàleg de les biblioteques de la UB
- Rodríguez Méndez, Rafael. Discurso inaugural que en la solemne apertura del curso académico de 1888 a 1889 leyó ante el claustro de la Universidad de Barcelona. Barcelona : Impr. Jaime Jepús, 1888. Disponible a: Catàleg de les biblioteques de la UB
- Rodríguez Méndez, Rafael. Educación del médico periodista. [Barcelona] : Tip. La Académica, 1903. Disponible a: Catàleg de les biblioteques de la UB
- Rodríguez Méndez, Rafael. Los gobiernos y la salud pública : comunicaciones presentadas al VIII Congreso Internacional de Higiene y Demografía celebrado en Budapest en septiembre de 1894 . Sevilla : [s.n.], 1895 (Imprenta de Francisco de P. Díaz). Disponible a:Catàleg de les biblioteques de la UB
- Rodríguez Méndez, Rafael. Los Hongos venenosos. Barcelona : Impr. de La Hormiga de Oro, 1906. Disponible a: Catàleg de les biblioteques de la UB
- Rodriguez Méndez, Rafael. El Ingreso en los manicomios desde el punto de vista médico-legal : conferencia dada en la Real Academia de Jurisprudencia y Legislación, Madrid, 25 de abril de 1903 . Barcelona : Tip. "La Académica", de Serra Hnos. y Russell, 1905. Disponible a: Catàleg de les biblioteques de la UB
- Rodríguez Méndez, Rafael. Lacticoterapia y bacterioterapia láctica . Barcelona : [s. n.], 1918 (Oliva de Vilanova). Disponible a:Catàleg de les biblioteques de la UB
- Rodríguez Méndez, Rafael. Necrología del Doctor Luís Comenge y Ferrer : Real Academia de Medicina y Cirugía de Barcelona, sesión extraordinaria de 26 de noviembre de 1916. Barcelona : Tip. "La Académica" de Serra Hnos. y Russell, 1917. Disponible a: Catàleg de les biblioteques de la UB